# Przylądek Kolka
Przylądek Kolka (łot. Kolkasrags, niem. Domesnes, ros. мыс Колка, мыс Домеснес, liw. Kūolka nanā) −  przylądek leżący na Łotwie, najbardziej na północ wysunięty fragment Półwyspu Kurlandzkiego. Przylądek położony jest na wybrzeżu Morza Bałtyckiego, razem z estońską wyspą Sarema tworzy Cieśninę Irbe, która stanowi połączenie Bałtyku z Zatoką Ryską. W głębi Zatoki Ryskiej, na wysokości Kolka, położona jest wyspa Ruhnu.
W pobliżu przylądka leży wieś Kolka i latarnia morska Kolka."